# Tibiodrepanus setosus
Tibiodrepanus setosus är en skalbaggsart som beskrevs av Christian Rudolph Wilhelm Wiedemann 1823. Tibiodrepanus setosus ingår i släktet Tibiodrepanus och familjen bladhorningar. Inga underarter finns listade i Catalogue of Life.